# Commission fédérale des arbitres, marqueurs et chronométreurs (basket-ball)
 (décembre 2022).
Si vous disposez d'ouvrages ou d'articles de référence ou si vous connaissez des sites web de qualité traitant du thème abordé ici, merci de compléter l'article en donnant les références utiles à sa vérifiabilité et en les liant à la section « Notes et références ».
 (décembre 2022).
La Commission fédérale des arbitres, marqueurs et chronométreurs est une commission de la Fédération française de basket-ball, notamment chargée de l'encadrement des arbitres de haut niveau, et du développement de l'arbitrage.